# Сива водна змия
Сивата водна змия (Natrix tessellata), наричана също дългоглава водна змия, е вид змия от семейство Смокообразни (Colubridae), разпространена в голяма част от Евразия. На дължина достига до 1,4 m, като женските са по-големи от мъжките. Цветът варира от сивкаво-зелен до кафеникав и почти черен, с по-тъмни петна по гърба.
Сивата водна змия е разпространена в Евразия от западните части на Германия, Швейцария и Италия до Северозападен Китай. На север се среща до Северозападна Германия, Северна Чехия, Северна Словакия, горното течение на Дон и средното течение на Волга. Разпространена е и в Средна Азия, Афганистан, Пакистан, Северозападна Индия, Иран, Турция, по източното крайбрежие на Средиземно море и в делтата на Нил. В България се среща в цялата страна до надморска височина от 1100 m.
Основната храна на сивата водна змия е рибата, поради което тя живее в непосредствена близост до разнородни постоянни водоеми – морски заливи, блата, езера, реки, планински потоци. Рядко се отдалечава на повече от няколко метра от водоема, освен при търсене на място за снасяне на яйцата. В морето е наблюдавана на 5 km от брега. Понякога се храни също и със земноводни и дребни гризачи. Снася в средата на лятото по 4 – 30 обли яйца с размер около 34 mm, а малките се излюпват в началото на септември. Между октомври и април змиите спят зимен сън в сухи дупки близо до водоема.
Сивата водна змия не е отровна и при улавяне не хапе, но изхвърля секрет със силна миризма.